# Corneliano d’Alba
Corneliano d’Alba – miejscowość i gmina we Włoszech, w regionie Piemont, w prowincji Cuneo.
Według danych na rok 2004 gminę zamieszkiwały 1884 osoby, 188,4 os./km².